# 장호원고등학교 여자 축구부
장호원고등학교 여자 축구부는 대한민국의 고등학교 여자 축구부이다.

## 같이 보기
- 장호원고등학교